# Temporada 1989 de la NFL
La Temporada 1989 de la NFL fue la 70.ª en la historia de la NFL. Antes de la temporada, comisionado de la NFL Pete Rozelle anunció su retiro. Paul Tagliabue fue finalmente elegido para sucederle.
Debido a los daños causados por el Terremoto de Loma Prieta en el Candlestick Park, el juego entre los New England Patriots - San Francisco 49ers se llevó a cabo el 22 de octubre Stanford Stadium en Stanford.
La temporada finalizó con el Super Bowl XXIV, donde los 49ers vencieron a los Denver Broncos.

## Primera Ronda del Draft
| Selecciones de primera ronda del Draft de la NFL 1989 | Selecciones de primera ronda del Draft de la NFL 1989 | Selecciones de primera ronda del Draft de la NFL 1989 | Selecciones de primera ronda del Draft de la NFL 1989 | Selecciones de primera ronda del Draft de la NFL 1989 | Selecciones de primera ronda del Draft de la NFL 1989 |
| ----------------------------------------------------- | ----------------------------------------------------- | ----------------------------------------------------- | ----------------------------------------------------- | ----------------------------------------------------- | ----------------------------------------------------- |
| Pick                                                  | Equipo                                                | Jugador                                               | Pos.                                                  | Universidad                                           |                                                       |
| 1                                                     | Dallas Cowboys                                        | Troy Aikman                                           | QB                                                    | UCLA                                                  |                                                       |
| 2                                                     | Green Bay Packers                                     | Tony Mandarich                                        | OT                                                    | Michigan State                                        |                                                       |
| 3                                                     | Detroit Lions                                         | Barry Sanders                                         | RB                                                    | Oklahoma State                                        |                                                       |
| 4                                                     | Kansas City Chiefs                                    | Derrick Thomas                                        | LB                                                    | Alabama                                               |                                                       |
| 5                                                     | Atlanta Falcons                                       | Deion Sanders                                         | CB                                                    | Florida State                                         |                                                       |
| 6                                                     | Tampa Bay Buccaneers                                  | Broderick Thomas                                      | LB                                                    | Nebraska                                              |                                                       |
| 7                                                     | Pittsburgh Steelers                                   | Tim Worley                                            | RB                                                    | Georgia                                               |                                                       |
| 8                                                     | San Diego Chargers                                    | Burt Grossman                                         | DE                                                    | Pittsburgh                                            |                                                       |
| 9                                                     | Miami Dolphins                                        | Sammie Smith                                          | RB                                                    | Florida State                                         |                                                       |
| 10                                                    | Phoenix Cardinals                                     | Eric Hill                                             | LB                                                    | LSU                                                   |                                                       |
| 11                                                    | Chicago Bears                                         | Donnell Woolford                                      | CB                                                    | Clemson                                               |                                                       |
| 12                                                    | Chicago Bears                                         | Trace Armstrong                                       | DE                                                    | Florida                                               |                                                       |
| 13                                                    | Cleveland Browns                                      | Eric Metcalf                                          | WR                                                    | Texas                                                 |                                                       |
| 14                                                    | New York Jets                                         | Jeff Lageman                                          | DE                                                    | Virginia                                              |                                                       |
| 15                                                    | Seattle Seahawks                                      | Andy Heck                                             | G                                                     | Notre Dame                                            |                                                       |
| 16                                                    | New England Patriots                                  | Hart Lee Dykes                                        | WR                                                    | Oklahoma State                                        |                                                       |
| 17                                                    | Phoenix Cardinals                                     | Joe Wolf                                              | G                                                     | Boston College                                        |                                                       |
| 18                                                    | New York Giants                                       | Brian Williams                                        | C                                                     | Minnesota                                             |                                                       |
| 19                                                    | New Orleans Saints                                    | Wayne Martin                                          | DE                                                    | Arkansas                                              |                                                       |
| 20                                                    | Denver Broncos                                        | Steve Atwater                                         | S                                                     | Arkansas                                              |                                                       |
| 21                                                    | Los Angeles Rams                                      | Bill Hawkins                                          | DE                                                    | Miami (FL)                                            |                                                       |
| 22                                                    | Indianapolis Colts                                    | Andre Rison                                           | WR                                                    | Michigan State                                        |                                                       |
| 23                                                    | Houston Oilers                                        | David Williams                                        | OT                                                    | Florida                                               |                                                       |
| 24                                                    | Pittsburgh Steelers                                   | Tom Ricketts                                          | OT                                                    | Pittsburgh                                            |                                                       |
| 25                                                    | Miami Dolphins                                        | Louis Oliver                                          | S                                                     | Florida                                               |                                                       |
| 26                                                    | Los Angeles Rams                                      | Cleveland Gary                                        | RB                                                    | Miami (FL)                                            |                                                       |
| 27                                                    | Atlanta Falcons                                       | Shawn Collins                                         | WR                                                    | Northern Arizona                                      |                                                       |
| 28                                                    | San Francisco 49ers                                   | Keith DeLong                                          | LB                                                    | Tennessee                                             |                                                       |
| -                                                     | Dallas Cowboys (draft suplementario)                  | Steve Walsh                                           | QB                                                    | Miami (FL)                                            |                                                       |
| -                                                     | Phoenix Cardinals (draft suplementario)               | Timm Rosenbach                                        | QB                                                    | Washington State                                      |                                                       |
| -                                                     | Denver Broncos (draft suplementario)                  | Bobby Humphrey                                        | RB                                                    | Alabama                                               |                                                       |

## Temporada regular
V = Victorias, D = Derrotas, E = Empates, CTE = Cociente de victorias [V+(E/2)]/(V+D+E), PF= Puntos a favor, PC = Puntos en contra
| Clasificado para los playoffs |

| Buffalo Bills(3)     | 9 | 7  | 0 | .563 | 409 | 317 |
| Indianapolis Colts   | 8 | 8  | 0 | .500 | 298 | 301 |
| Miami Dolphins       | 8 | 8  | 0 | .500 | 331 | 379 |
| New England Patriots | 5 | 11 | 0 | .313 | 297 | 391 |
| New York Jets        | 4 | 12 | 0 | .250 | 253 | 411 |

| Cleveland Browns(2)    | 9 | 6 | 1 | .594 | 334 | 254 |
| Houston Oilers(4)      | 9 | 7 | 0 | .563 | 365 | 412 |
| Pittsburgh Steelers(5) | 9 | 7 | 0 | .563 | 265 | 326 |
| Cincinnati Bengals     | 8 | 8 | 0 | .500 | 404 | 285 |

| Denver Broncos(1)   | 11 | 5  | 0 | .688 | 362 | 226 |
| Kansas City Chiefs  | 8  | 7  | 1 | .531 | 318 | 286 |
| Los Angeles Raiders | 8  | 8  | 0 | .500 | 315 | 297 |
| Seattle Seahawks    | 7  | 9  | 0 | .438 | 241 | 327 |
| San Diego Chargers  | 6  | 10 | 0 | .375 | 266 | 290 |

| New York Giants(2)     | 12 | 4  | 0 | .750 | 348 | 252 |
| Philadelphia Eagles(4) | 11 | 5  | 0 | .688 | 342 | 274 |
| Washington Redskins    | 10 | 6  | 0 | .625 | 386 | 308 |
| Phoenix Cardinals      | 5  | 11 | 0 | .313 | 258 | 377 |
| Dallas Cowboys         | 1  | 15 | 0 | .063 | 204 | 393 |

| Minnesota Vikings(3) | 10 | 6  | 0 | .625 | 351 | 275 |
| Green Bay Packers    | 10 | 6  | 0 | .625 | 362 | 356 |
| Detroit Lions        | 7  | 9  | 0 | .438 | 312 | 364 |
| Chicago Bears        | 6  | 10 | 0 | .375 | 358 | 377 |
| Tampa Bay Buccaneers | 5  | 11 | 0 | .313 | 320 | 419 |

| San Francisco 49ers(1) | 14 | 2  | 0 | .875 | 442 | 253 |
| Los Angeles Rams(5)    | 11 | 5  | 0 | .688 | 426 | 344 |
| New Orleans Saints     | 9  | 7  | 0 | .563 | 386 | 301 |
| Atlanta Falcons        | 3  | 13 | 0 | .188 | 279 | 437 |

### Desempates
- Indianapolis finalizó por delante de Miami en la AFC Este basado un mejor registro de conferencia (7-5 contra 6-8 de los Dolphins)
- Houston fue el cuarto cabeza de serie de la AFC por delante de Pittsburgh basado en enfrentamientos directos (2-0).
- Philadelphia fue el cuarto cabeza de serie de la NFC por delante de L.A. Rams basado en un mejor registro contra oponentes comunes (6-3 contra 5-4 de los Rams)
- Minnesota finalizó por delante de Green Bayen la NFC Central basado en un mejor registro de división(6-2 contra 5-3 de los Packers).

## Postemporada
|  | Ronda Wild Card              | Ronda Wild Card              | Ronda Wild Card              |                      |                      | Ronda Divisional             | Ronda Divisional             | Ronda Divisional             |                      |                      | Finales de Conferencia       | Finales de Conferencia       | Finales de Conferencia       |  |  | Super Bowl               | Super Bowl               | Super Bowl               |  |
|  |                              |                              |                              |                      |                      |                              |                              |                              |                      |                      |                              |                              |                              |  |  |                          |                          |                          |  |
|  |                              |                              |                              |                      |                      | 7 de Ene - Giants Stadium    |                              |                              |                      |                      |                              |                              |                              |  |  |                          |                          |                          |  |
|  |                              |                              |                              |                      |                      | 5                            | L.A. Rams                    | 19                           |                      |                      |                              |                              |                              |  |  |                          |                          |                          |  |
|  | 31 de Dic - Veterans Stadium | 31 de Dic - Veterans Stadium | 31 de Dic - Veterans Stadium |                      |                      | 2                            | N.Y. Giants                  | 13                           |                      |                      | 14 de Ene - Candlestick Park | 14 de Ene - Candlestick Park | 14 de Ene - Candlestick Park |  |  |                          |                          |                          |  |
|  | 5                            | L.A. Rams                    | 21                           | Ronda Divisional NFC | Ronda Divisional NFC | Ronda Divisional NFC         |                              |                              | 5                    | L.A. Rams            | 3                            |                              |                              |  |  |                          |                          |                          |  |
|  | 4                            | Philadelphia                 | 7                            |                      |                      | 6 Ene - Candlestick Park     | 6 Ene - Candlestick Park     | 6 Ene - Candlestick Park     |                      |                      | 1                            | San Francisco                | 30                           |  |  |                          |                          |                          |  |
|  | Ronda Wild Card NFC          | Ronda Wild Card NFC          | Ronda Wild Card NFC          | 3                    | Minnesota            | 13                           |                              |                              | Campeonato de la NFC | Campeonato de la NFC | Campeonato de la NFC         |                              |                              |  |  |                          |                          |                          |  |
|  |                              |                              |                              |                      |                      | 1                            | San Francisco                | 41                           |                      |                      |                              |                              |                              |  |  | 28 de Ene Louisiana Sup. | 28 de Ene Louisiana Sup. | 28 de Ene Louisiana Sup. |  |
|  |                              |                              |                              |                      |                      |                              |                              |                              |                      |                      |                              |                              |                              |  |  | N1                       | San Francisco            | 55                       |  |
|  |                              |                              |                              |                      |                      | 6 de Ene - Cleveland Stadium | 6 de Ene - Cleveland Stadium | 6 de Ene - Cleveland Stadium |                      |                      |                              |                              |                              |  |  | A1                       | Denver                   | 10                       |  |
|  |                              |                              |                              |                      |                      | 3                            | Buffalo                      | 30                           |                      |                      |                              |                              |                              |  |  | Super Bowl XXIV          | Super Bowl XXIV          | Super Bowl XXIV          |  |
|  | 31 de Dic - Astrodome        | 31 de Dic - Astrodome        | 31 de Dic - Astrodome        |                      |                      | 2                            | Cleveland                    | 34                           |                      |                      | 14 de Ene- Mile High Stadium | 14 de Ene- Mile High Stadium | 14 de Ene- Mile High Stadium |  |  |                          |                          |                          |  |
|  | 5                            | Pittsburgh                   | 26                           |                      |                      | Ronda Divisional AFC         | Ronda Divisional AFC         | Ronda Divisional AFC         |                      |                      | 2                            | Cleveland                    | 21                           |  |  |                          |                          |                          |  |
|  | 4                            | Houston                      | 23                           |                      |                      | 7 de Ene – Mile High Stadium | 7 de Ene – Mile High Stadium | 7 de Ene – Mile High Stadium |                      |                      | 1                            | Denver                       | 37                           |  |  |                          |                          |                          |  |
|  | Ronda Wild Card AFC          | Ronda Wild Card AFC          | Ronda Wild Card AFC          |                      |                      | 5                            | Pittsburgh                   | 23                           |                      |                      | Campeonato de la AFC         | Campeonato de la AFC         | Campeonato de la AFC         |  |  |                          |                          |                          |  |
|  |                              |                              |                              |                      |                      | 1                            | Denver                       | 24                           |                      |                      |                              |                              |                              |  |  |                          |                          |                          |  |

## Premios anuales
Al final de temporada se entregan diferentes premios reconociendo el valor del jugador durante la temporada entera.
| Premio                     | Ganador        | Posición         | Equipo              |
| -------------------------- | -------------- | ---------------- | ------------------- |
| Jugador más valioso        | Joe Montana    | Quarterback      | San Francisco 49ers |
| Jugador ofensivo del año   | Joe Montana    | Quarterback      | San Francisco 49ers |
| Jugador defensivo del año  | Keith Millard  | Defensive tackle | Minnesota Vikings   |
| Entrenador del año         | Lindy Infante  | Head Coach       | Green Bay Packers   |
| Novato ofensivo del año    | Barry Sanders  | Running back     | Detroit Lions       |
| Novato defensivo del año   | Derrick Thomas | Linebacker       | Kansas City Chiefs  |
| Regreso del año            | Ottis Anderson | Running back     | New York Giants     |
| Hombre del Año             | Warren Moon    | Quarterback      | Houston Oilers      |
| Jugador más valioso del SB | Joe Montana    | Quarterback      | San Francisco 49ers |